# Bryce Canyon National Park
Bryce Canyon is een Nationaal Park gelegen in het zuidwesten van de Amerikaanse staat Utah. Bryce Canyon is beroemd om zijn unieke geologische rotsformaties. Door de samenwerkende krachten van vriezen en dooien worden de kalk- en zandsteenformaties langzaam geërodeerd en vormen zo de zogenaamde hoodoos. De afgesleten toppen zorgen voor prachtige formaties die in het zonlicht erg mysterieus lijken. De zon zorgt voor schakeringen van de kleuren van de rotsen. De kleuren variëren van roze naar oranje. Het is een onderdeel van de Grand Staircase.
Het park dankt zijn naam aan de Mormoonse pionier Ebenezer Bryce, die van 1875 tot 1880 aan de voet van Bryce Canyon woonde. In 1924 werd het gebied uitgeroepen tot nationaal park. In vroeger tijden was de Bryce Canyon een nachtmerrie voor veedrijvers; het was ondoenlijk in dit gebied een overzicht over de kudde te behouden.

## Hoodoovorming in Bryce Canyon
Hoodoos in Bryce Canyon worden gevormd door twee processen. Het eerste proces, vorstverwering, oefent vooral in de winter zijn invloed uit. Water sijpelt in kleine scheuren in de rots. Wanneer het water bevriest, zet het uit, waardoor de scheur groter wordt. Het ijs smelt, er loopt meer water in de scheur en het water bevriest weer. Scheuren kunnen op deze manier zo groot worden, dat er stukken rots afbreken.
Dat is waar het tweede proces verdergaat: regen neemt de stukjes rots die zijn afgebroken door het vriezen en dooien van water in scheuren mee. De regen draagt ook bij aan de erosie van de rots doordat regenwater ietwat zuur is. Kalksteen, waaruit hoodoos bestaan, lost daarin op.
Deze processen hebben gezorgd voor het ontstaan van deze rotsformaties, maar zullen ook zorgen voor de afbraak ervan. In Bryce Canyon is de erosiesnelheid ongeveer 0,6-1,3 meter per 100 jaar.

## Voorzieningen

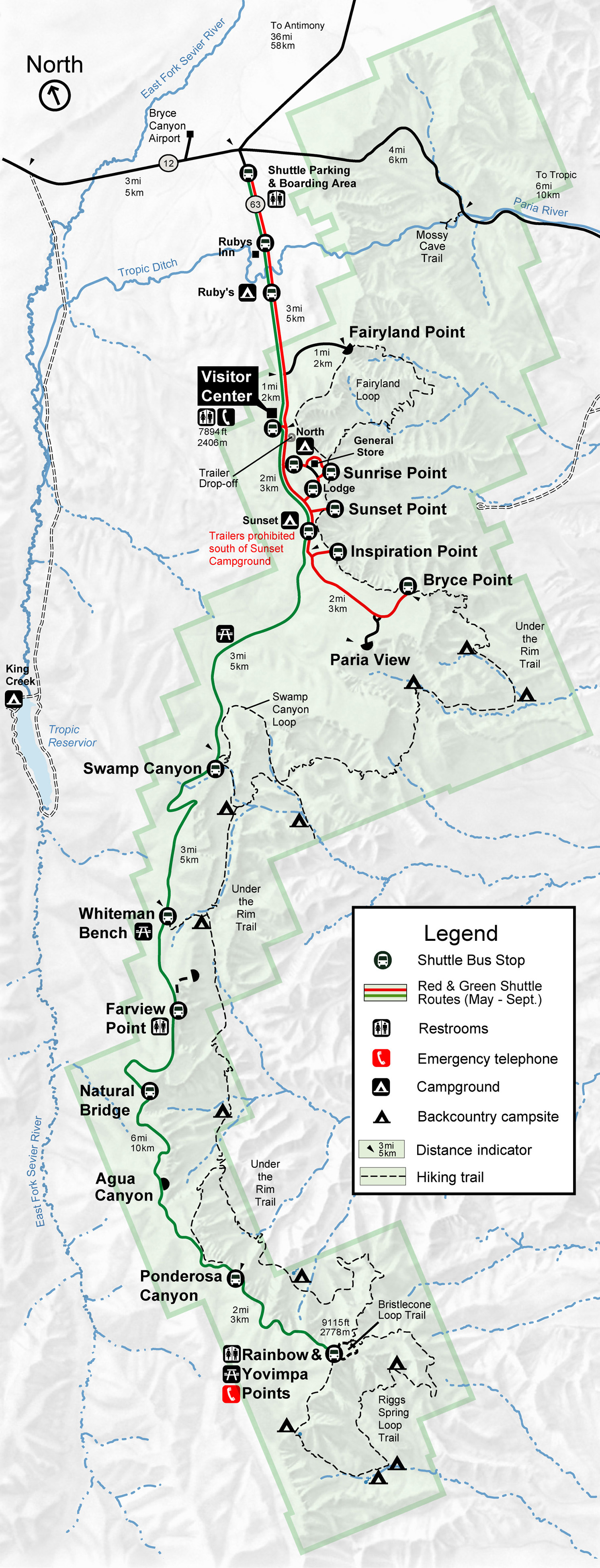
Bryce Canyon

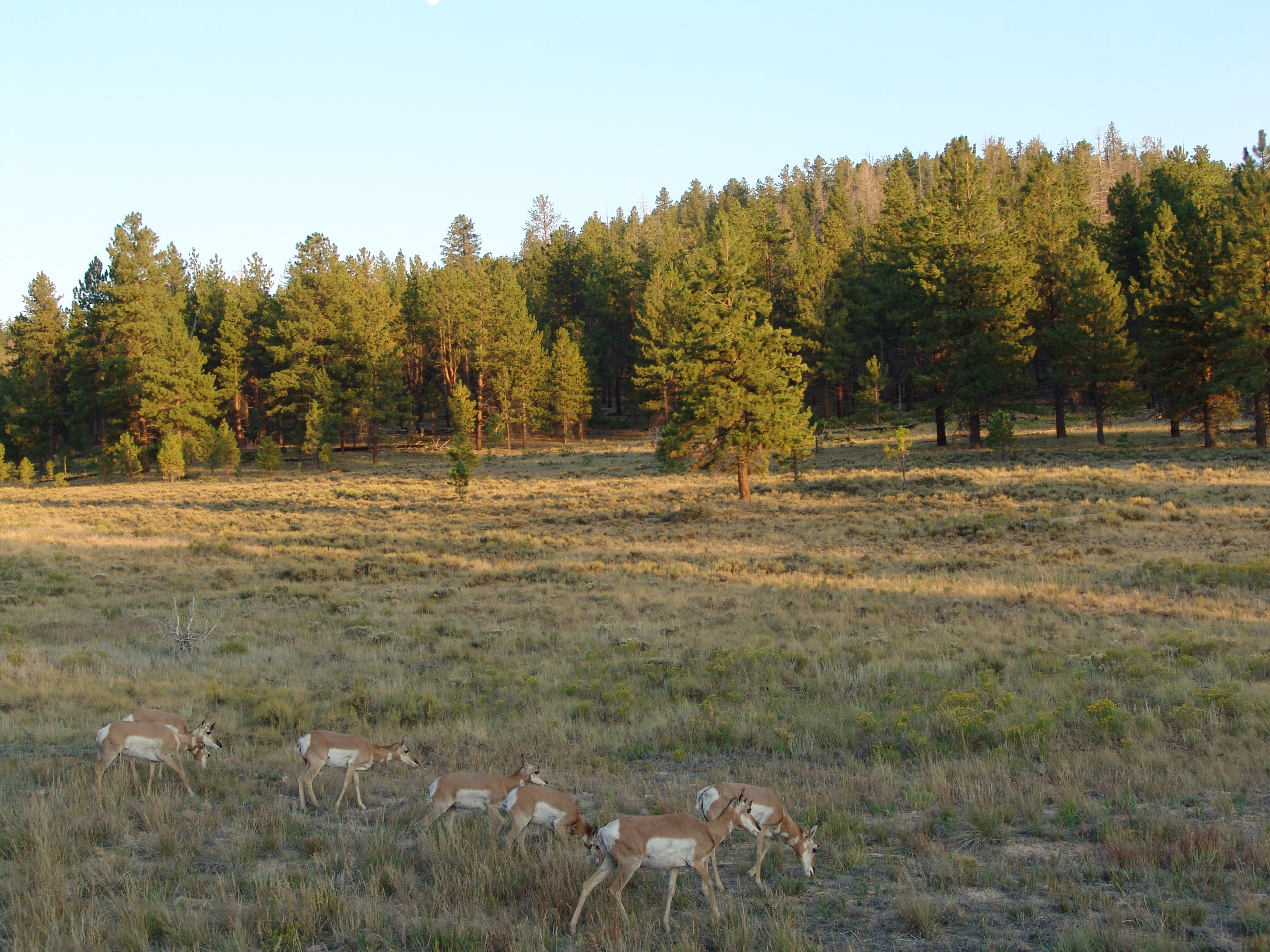
Natuur rondom Bryce Canyon

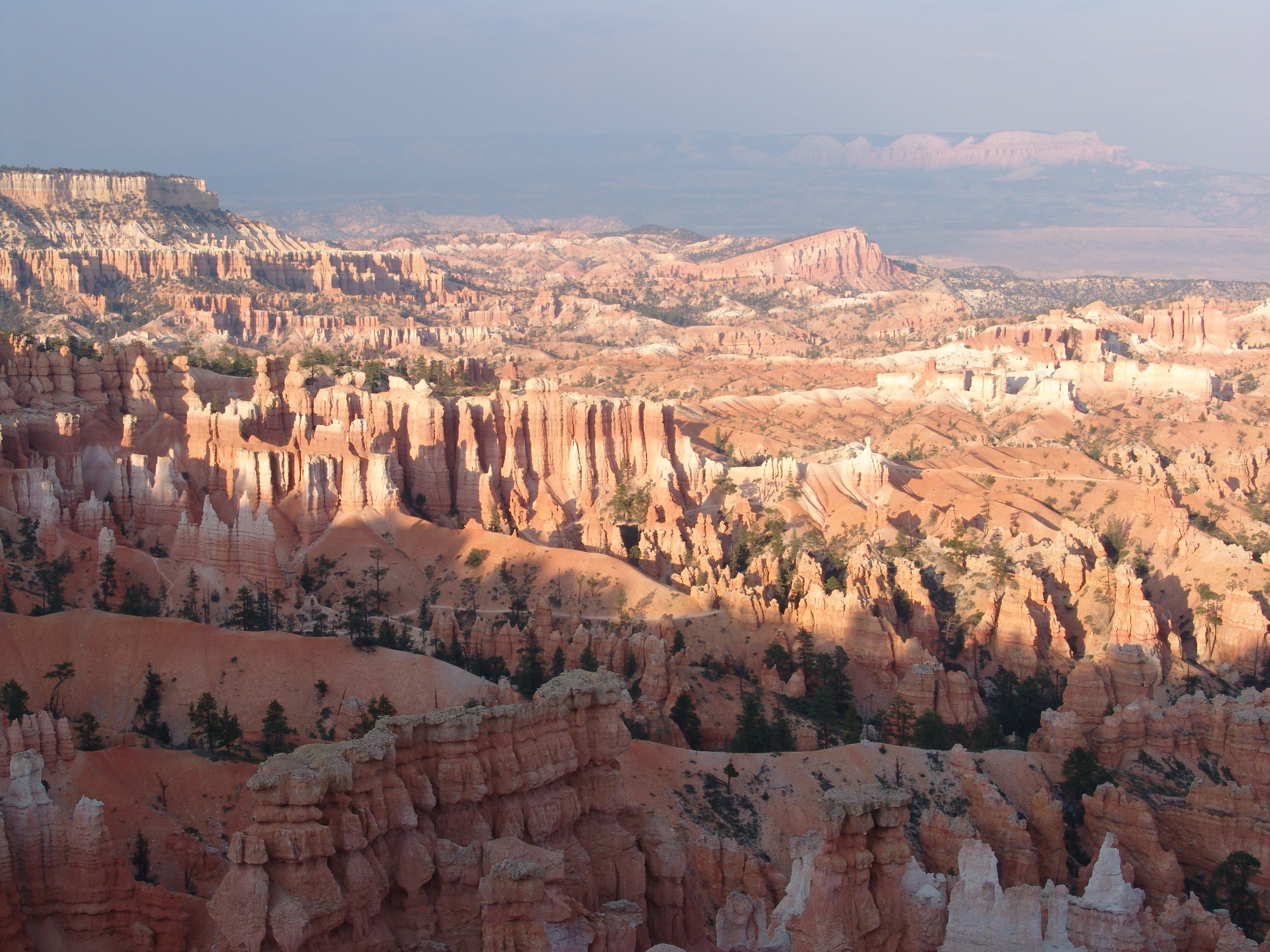
Uitzicht over Bryce Canyon

In het park rijdt een gratis shuttlebus van het ene uitzichtspunt naar het andere. Dit zijn punten met mooi uitzicht op de hele vallei, vooral bij zonsopgang en zonsondergang, bijvoorbeeld Sunrise Point, Sunset Point, Inspiration Point, Bryce Point en Fairyland Point. Er kan gewandeld worden met een gids of op muilezels. In de bezoekerscentra zijn informatie en kaartjes te krijgen.
Enkele trails zijn Mossy Cave, Rim Trail, Bristlecone Loop, Queens Garden, Navajo Trail, Tower Bridge, Hat Shop en Swamp Canyon.
Net buiten Bryce Canyon staat de Ruby’s Inn, een van de oudste verblijfplaatsen in het gebied. Het gebouw bestaat sinds 1924 en is meermaals getroffen door branden, waarvan de nachtelijke brand in 1984 de ergste was. Het gebouw is een verblijfplaats voor toeristen en aangevuld met een camping.
Er zijn twee campings in het park, Noord-camping en Sunset camping. De Noord-camping is het hele jaar open. De Sunset Campground is open van einde van de lente tot begin van de herfst. De 114-kamer tellende Bryce Canyon Lodge is een andere manier om te overnachten in het park. Het park leent zich voor landschapsfotografie. Door de grote hoogte van Bryce Canyon en de schone lucht zijn de zonsopgangen en zonsondergangen spectaculair.